# Acadèmia de Cinema de Pequín
L'Acadèmia de Cinema de Pequín (BFA; en xinès simplificat: 北京电影学院; en tradicional: 北京電影學院; en pinyin: Běijīng Diànyǐng Xuéyuàn) és un centre d'educació superior públic ubicat al districte de Haidan, Pequín, a la Republica Popular de la Xina. Es tracta de la major institució dedicada exclusivament a la producció de cinema i televisió en àmbit asiàtic.

## Història
Aquesta institució és considerada com un dels grans referents internacionals del sector. Fundada el maig de 1950 sota el nom d'Institució d'Art de Performance de l'Oficina de Cinema del Ministeri de Cultura. De fet, l'escola fou rebatejada fins a tres vegades: Escola de Cinema de l'Oficina de Cinema del Ministeri de Cultura (1951), Escola de Cinema de Pequín (1953) i, finalment, Acadèmia de Cinema de Pequín (1956).
En l'actualitat compta amb més de quinze departaments, amb especialitats tan diverses com guió, direcció, cinematografia, interpretació, so, direcció d'art o animació. Es diu que el centre té una de les tasses més baixes d'admissió d'alumnat atesa l'alta demanda anual. També compten amb una secció de formació contínua per al reciclatge dels professionals ja graduats, així com interncanvis internacionals amb d'altres centres de postgrau.

### Alumnes
La seva fama internacional es deu, en bona part, al gran nombre de professionals del cinema de renomenada internacional que s'han format en aquest centre, tant directors com guionistes, actrius i actors. Podem destacar alguns dels grans noms de les anomenades quarta, cinquena i sisena generacions de directors de cinema xinès, com ara, Wu Tianming, Zhang Nuanxin, Xie Tian i Wu Yigong de la quarta generació; o bé, de la cinquena generació, els aclamats Tian Zhuangzhuang, Chen Kaige i Zhang Yimou., els directors de fotografia Zhou Xiaowen, Gu Changwei i les directores Li Shaohong i Peng Xiaolian.; de la sisena generació cal destacar a Wang Xiaoshuai, Jia Zhanke i Lou Ye. Així mateix, també s'hi han format recentment les joves actrius Zhao Wei, Zhang Zifeng, Song Zu'er, Zhou Dongyu i Gulinazha.